# Liste von Antipsychotika

Entwicklung der Verschreibungszahlen von Antipsychotika der ersten (grün) und zweiten (blau) Generation in den Jahren 2000 bis 2010 in Deutschland in Millionen Tagesdosen

Die Liste von Antipsychotika nennt Wirkstoffe und deren Handelsnamen für atypische Antipsychotika, typische Antipsychotika und Depot-Antipsychotika.
Die Antipsychotika der ersten Generation (als typische Neuroleptika oder klassische Neuroleptika bezeichnet) sind bei 30 bis 40 % der Patienten unwirksam. Daher kommt es oft zu Wechseln in der Behandlung. Zunehmend werden atypische Neuroleptika eingesetzt. Zu den unerwünschten möglichen Nebenwirkungen zählen Störungen des extrapyramidalmotorischen Systems (EPS), die mit zusätzlichen Medikamenten bekämpfbar sind. Ein Absetzen der Medikamente sollte schrittweise erfolgen, um das Risiko von Beschwerden und das Auslösen einer Psychose (Schizophrenie) oder von Symptomen, die einer Psychose ähneln, möglichst gering zu halten.
Der Begriff Antipsychotika ist irreführend, da er nicht Medikamente umfasst, die gegen depressive Psychosen wirken.

## Liste
Die Angaben zu den Handelsnamen für Mono- und Kombinationspräparate mit den verzeichneten Arzneistoffen sind oftmals nicht abschließend.

### Antipsychotika der ersten Generation
| Wirkstoff      | Handelsname | Zulassung in Deutschland                                                                           | Zulassungsstatus für die Anwendung bei Kindern und Jugendlichen in Deutschland (Indikation, zum Teil in Auszügen bzw. gekürzt) | orale Tageshöchstdosis Erwachsener (stationär) |
| -------------- | ----------- | -------------------------------------------------------------------------------------------------- | --- | ---------------------------------------------- |
| Benperidol     | Glianimon   | 1966                                                                                               | nicht für Kinder und Jugendliche zugelassen | 24 (60) mg                                     |
| Bromperidol    | Impromen    | 1984                                                                                               | ab zwölf Jahre (akute, subakute und chronische Schizophrenien). | 50 mg                                          |
| Chlorpromazin  | Megaphen    | 1953 Außer Handel seit Dezember 2007.                                                              | ab drei Jahre | 800 mg                                         |
| Chlorprothixen | Truxal      | 1959                                                                                               | ab drei Jahre (Dämpfung psychomotorischer Unruhe und Erregungszustände im Rahmen akuter psychotischer Syndrome, maniforme Syndrome) | 600 (800) mg                                   |
| Droperidol     | Xomolix     | 1963                                                                                               | ab zwei Jahre (Vorbeugung und Behandlung von Übelkeit und Erbrechen nach Operationen als Therapie der 2. Wahl) | 40 mg                                          |
| Flupentixol    | Fluanxol    | 1966                                                                                               | nicht für Kinder und Jugendliche zugelassen | 60 mg                                          |
| Fluphenazin    | Lyogen      | 1961                                                                                               | ab zwölf Jahre (akute und chronische schizophrene Psychosen, psychomotorische Erregungszustände) | 40 mg                                          |
| Fluspirilen    | Fluspi      | 1972                                                                                               | nicht für Kinder und Jugendliche zugelassen |                                                |
| Haloperidol    | Haldol      | 1959                                                                                               | ab drei Jahre (akute und chronische schizophrene Syndrome, psychomotorische Erregungszustände psychotischer Genese, akute manische Syndrome, Tic-Störungen, Erbrechen)                                                                                                   | 40 (100) mg                                    |
| Levomepromazin | Neurocil    | 1959                                                                                               | ab 16 Jahre (psychomotorische Unruhe- und Erregungszustände im Rahmen psychotischer Syndrome, leichte akute psychotische Syndrome mit Wahn, Halluzinationen, Denkstörungen und Ich-Störungen, maniforme Syndrome, Kombinationstherapie bei der Behandlung von Schmerzen) | 600 (1000) mg                                  |
| Melperon       | Eunerpan    | 1975                                                                                               | ab zwölf Jahre (Schlafstörungen, Verwirrtheitszustände, psychomotorische Unruhe, Erregungszustände) | 200 (400) mg                                   |
| Perazin        | Taxilan     | 1958                                                                                               | ab 16 Jahre (akute und chronische Psychosen, maniforme Syndrome, psychomotorische Erregungszustände) | 600 (1000) mg                                  |
| Perphenazin    | Decentan    | 1957                                                                                               | Kinder und Jugendliche (akute psychotische Syndrome, katatone Syndrome, delirante und andere exogen-psychotische Syndrome, psychomotorische Erregungszustände) | 48 (64) mg                                     |
| Pimozid        | Orap        | 1971                                                                                               | Kinder und Jugendliche (Erhaltungstherapie bei chronischen Psychosen des schizophrenen Formenkreises) | 16 (32) mg                                     |
| Pipamperon     | Dipiperon   | 1961                                                                                               | Kinder und Jugendliche (Schlafstörungen, psychomotorische Erregungszustände) | 360 mg                                         |
| Promazin       | Protactyl   | 1957 Außer Handel seit Januar 2006. (In der Schweiz weiterhin erhältlich unter dem Namen Prazine.) | ab drei Monate (psychomotorische Erregungszustände, Schlafstörungen, Kombinationstherapie bei der Behandlung von Schmerzen, Neuropathie im Kindesalter) | 1200 mg                                        |
| Promethazin    | Atosil      | 1950                                                                                               | ab zwei Jahre (Unruhe und Erregungszustände im Rahmen psychiatrischer Grunderkrankungen) | 1000 mg                                        |
| Prothipendyl   | Dominal     | 1958                                                                                               | Kinder und Jugendliche (Dämpfung bei psychomotorischen Unruhe- und Erregungszuständen im Rahmen psychiatrischer Grunderkrankungen) | 600 (1000) mg                                  |
| Thioridazin    | Melleril    | 1959                                                                                               | Kinder und Jugendliche (chronische Formen schizophrener und anderer Psychosen) |                                                |
| Thiothixen     | Navane      | | |                                                |
| Tiaprid        | Delpral     | 1978                                                                                               | Kinder und Jugendliche (Chorea Huntington) |                                                |
| Trifluperidol  | Triperidol  | Mitte 2005 erlosch die Zulassung.                                                                  | |                                                |
| Zuclopenthixol | Ciatyl-Z    | 1981                                                                                               | nicht für Kinder und Jugendliche zugelassen | 150 mg                                         |

### Antipsychotika der zweiten Generation
| Wirkstoff    | Handelsname | Zulassung in Deutschland                                                                            | Zulassungsstatus für die Anwendung bei Kindern und Jugendlichen in Deutschland (Indikation, zum Teil in Auszügen bzw. gekürzt) | orale Tageshöchstdosis Erwachsener (stationär) |
| ------------ | ----------- | --------------------------------------------------------------------------------------------------- | --- | ---------------------------------------------- |
| Amisulprid   | Solian      | 1999                                                                                                | nicht für Kinder und Jugendliche zugelassen | 1200 mg                                        |
| Aripiprazol  | Abilify     | 2004                                                                                                | ab 13 Jahre (Bipolar-I-Störung) ab 15 Jahre (Schizophrenie) | 30 mg                                          |
| Asenapin     | Sycrest     | im September 2010 durch die Europäische Arzneimittelagentur (EMA) zugelassen                        | nicht für Kinder und Jugendliche zugelassen | 20 mg                                          |
| Brexpiprazol | Rexulti     | | |                                                |
| Cariprazin   | Reagila     | in den USA seit 17. September 2015 zugelassen In Europa seit Sommer 2017 zugelassen.                | |                                                |
| Clozapin     | Leponex     | 1973                                                                                                | ab 16 Jahre (therapieresistente Schizophrenie). | 600 mg                                         |
| Loxapin      | Adasuve     | 2013                                                                                                | |                                                |
| Lurasidon    | Latuda      | seit 2010 in den USA und seit März 2014 in der EU zugelassen seit März 2015 aus dem Handel genommen | |                                                |
| Olanzapin    | Zyprexa     | 1996                                                                                                | nicht für Kinder und Jugendliche zugelassen | 20 mg                                          |
| Paliperidon  | Invega      | 2007                                                                                                | nicht für Kinder und Jugendliche zugelassen | 12 mg                                          |
| Quetiapin    | Seroquel    | 2000                                                                                                | nicht für Kinder und Jugendliche zugelassen | 1200 mg                                        |
| Risperidon   | Risperdal   | 1994                                                                                                | ab fünf Jahre (symptomatische Kurzzeitbehandlung von anhaltenden Aggressionen bei Verhaltensstörungen bei durchschnittlichen intellektuellen Fähigkeiten oder mentaler Retardierung)                                                       | 12 mg                                          |
| Sertindol    | Serdolect   | 1997                                                                                                | nicht für Kinder und Jugendliche zugelassen | 24 mg                                          |
| Sulpirid     | Dogmatil    | 1972                                                                                                | ab sechs Jahre (akute und chronische Schizophrenie, depressive Störung (wenn die Behandlung mit einem anderen Antidepressivum erfolglos war oder nicht durchgeführt werden kann), therapieresistente Schwindelzustände bei Morbus Meniere) | 3200 mg                                        |
| Ziprasidon   | Zeldox      | 2002                                                                                                | ab zehn Jahre (manische oder gemischte Episoden bis zu einem mäßigen Schweregrad bei bipolaren Störungen) | 160 mg                                         |
| Zotepin      | Nipolept    | 1990Außer Handel seit Dezember 2010.                                                                | nicht für Kinder und Jugendliche zugelassen | 450 mg                                         |

### Depot-Antipsychotika
| Wirkstoff              | Handelsname       | Gruppe   | Prinzip der Verzögerung                                   |
| ---------------------- | ----------------- | -------- | --------------------------------------------------------- |
| Aripiprazol            | Abilify Maintena  | atypisch | Injektionssuspension                                      |
| Flupentixoldecanoat    | Fluanxol-Depot    | typisch  | lipophile Wirkstoffvariante als ölige Injektionslösung    |
| Fluphenazindecanoat    | Dapotum-D (a.V.)  | typisch  | lipophile Wirkstoffvariante als ölige Injektionslösung    |
| Fluspirilen            | Imap              | typisch  | Injektionssuspension                                      |
| Haloperidoldecanoat    | Haldol-Depot      | typisch  | lipophile Wirkstoffvariante als ölige Injektionslösung    |
| Olanzapinpamoat        | Zypadhera         | atypisch | schwerlösliche Wirkstoffvariante als Injektionssuspension |
| Paliperidonpalmitat    | Xeplion, Trevicta | atypisch | schwerlösliche Wirkstoffvariante als Injektionssuspension |
| Risperidon             | Risperdal Consta  | atypisch | Injektionssuspension                                      |
| Zuclopenthixoldecanoat | Ciatyl-Z-Depot    | typisch  | lipophile Wirkstoffvariante als ölige Injektionslösung    |